# Otto Hunziker
Otto Hunziker (* 6. Mai 1879 in Aarau; † 7. Februar 1940 in Zofingen; heimatberechtigt in Aarau und Kirchleerau) war ein Schweizer Politiker (FDP) und Richter. Er vertrat von 1911 bis 1939 den Kanton Aargau im Nationalrat.

## Biografie
Hunziker absolvierte die Kantonsschule in Aarau. Anschliessend studierte er Recht an den Universitäten Bern und München; zu seinen Professoren gehörten Carl Hilty und Lujo Brentano. 1902 erwarb er das Anwaltspatent, ab 1903 war er als Gerichtsschreiber tätig. Von 1905 bis 1936 war er Präsident des Bezirksgerichts Zofingen.
1907 wurde Hunziker in den Grossen Rat gewählt, dem er 30 Jahre lang angehörte. Im Kantonsparlament war er massgeblich an der Modernisierung der Armenfürsorge beteiligt. Er förderte das Schulwesen und die Ausbeutung der Salzvorkommen am Rhein. Nachdem Hunziker 1910 zum Präsidenten der Aargauer FDP-Kantonalpartei gewählt worden war, gelang ihm bei den Parlamentswahlen 1911 der Einzug in den Nationalrat. Auf nationaler Ebene setzte er sich für den Ausbau des Sozialstaats ein, insbesondere für die Einführung der AHV. 1923 gab er das Präsidium der Kantonalpartei ab, im Nationalrat blieb er bis 1939. Von 1917 bis 1940 sass er im Verwaltungsrat der BLS.
In seiner Freizeit schrieb Hunziker lyrische Gedichte und Balladen, die in Zeitschriften und Kalendern erschienen. Ein weiteres Interessengebiet war die historische Forschung. Neben dem Verfassen von Biografien bedeutender Schweizer Persönlichkeiten befasste er sich insbesondere mit der Entstehung der Eidgenossenschaft. Durch das Studium alter Urkunden und Rechtsquellen versuchte er nachzuweisen, dass Wilhelm Tell tatsächlich existiert habe.